# Односторонний гарпун
Односторонний гарпун, или одностороннее лезвие, — тип гарпуна, появившийся в китобойном промысле в начале XIX в. и заменившего двусторонний гарпун. Благодаря асимметричной конструкции наконечника, давшей ему название, односторонний гарпун с меньшей вероятностью прорезал себе путь наружу через китовое мясо и ворвань, и поэтому был более эффективен в китобойном промысле.
В середине XIX в. односторонний гарпун был вытеснен гарпуном-переключателем, металлическим вариантом древнего оружия, используемого в Арктике местными китоловами. Железный гарпун-переключатель был еще более эффективным и быстро вытеснил использование обыкновенного гарпуна (термин, который относится либо к одностороннему или к двустороннему гарпуну).

## Внешние ссылки
- История одностороннего гарпуна